# Fort Osage Township
Fort Osage Township est un ancien township, situé à l'ouest, du comté de Jackson, dans le Missouri, aux États-Unis,.
Le township, fondé en 1827, est baptisé en référence au fort Osage (en), situé à Sibley, un village du comté.

### Source de la traduction
- (en) Cet article est partiellement ou en totalité issu de l’article de Wikipédia en anglais intitulé « Fort Osage Township, Jackson County, Missouri » (voir la liste des auteurs).